# 707 Dywizja Piechoty (III Rzesza)
707 Dywizja Piechoty (niem. 707. Infanterie-Division) – niemiecka dywizja z czasów II wojny światowej, uczestniczyła w ataku na Związek Radziecki, gdzie została rozbita.

## Formowanie i walki
707 Dywizja Piechoty (707 DP) sformowana została w Lindau na mocy rozkazu z 2 maja 1941, w 15. fali mobilizacyjnej w VII Okręgu Wojskowym. Brała udział w agresji na Związek Radziecki który armia niemiecka zaatakowała 22 czerwca 1941. Dywizja brała udział w zbrodniach wojennych na radzieckiej ludności cywilnej w Mińsku, jak i w pogromach Żydów w ramach Holokaustu, eksterminując w czasie służby okupacyjnej prawie 10 000 osób.
Przykładowo, 727 Pułk Piechoty wchodzący w skład 707 DP uczestniczył w Słonimiu w transportowaniu ludności żydowskiej na miejsce gdzie zostali zamordowani.
707 DP brała też udział w operacji Bamberg, mającej za zadanie ograbienie ludności wiejskiej z inwentarza, głównie z bydła. Operacja okazała się rozczarowaniem w porównaniu z planami w/g których spodziewano się uzyskać od 10 do 20 tysięcy sztuk bydła. 
707 DP została rozbita przez Armię Czerwoną w czasie operacji Bagration. Dowódca 707 DP gen. mjr Gustav Gihr został wzięty do niewoli pod Bobrujskiem podobnie jak większość żołnierzy służącej w 707 DP.

## Dowódcy dywizji
- gen. mjr Gustav von Bechtolsheim[3] 3 V 1941 – 22 II 1943;
- gen. por. Hans Freiherr von Falkenstein 22 II 1943 – 25 IV 1943;
- gen. por. Wilhelm Rußwurm 25 IV 1943 – 1 VI 1943;
- gen. por. Rudolf Busich 1 VI 1943 – 3 XII 1943;
- gen. mjr Alexander Conrady 3 XII 1943 – 12 I 1944;
- gen. por. Rudolf Busich 12 I 1944 – 15 V 1944;
- gen. mjr Gustav Gihr 15 V 1944 – 27 VI 1944

## Struktura organizacyjna
Stan w maju 1941
727. i 747. pułk piechoty, 657. oddział artylerii, 707. kompania pionierów, 707. kompania łączności;
Stan w grudniu 1942
727. i 747. pułk grenadierów, 657. oddział artylerii, 707. batalion pionierów, 707. oddział łączności;
Stan w czerwcu 1943
727. i 747. pułk grenadierów, I./657. pułk artylerii, 707. batalion pionierów, 707. oddział łączności, 657. polowy batalion zapasowy;
Stan we wrześniu 1943
727. i 747. pułk grenadierów, I./657. pułk artylerii, 707. batalion pionierów, 707. oddział łączności, 707. polowy batalion zapasowy.